# Золотарёв, Сергей Васильевич
Серге́й Васи́льевич Золотарёв (род. 14 июня 1957) — ректор Алтайского государственного аграрного университета с 2004 по 2009 годы. Доктор технических наук, профессор. В настоящее время первый проректор Московской сельскохозяйственной академии им. К.А. Тимирязева

## Биография
Родился 14 июня 1957 года.
В 1980 году окончил факультет механизации Алтайский сельскохозяйственный институт по специальности механизация сельскохозяйственного производства.
После окончания ВУЗа Сергей Васильевич работал младшим научным сотрудником научно-исследовательского сектора АСХИ, после чего с 1982 по 1984 гг. обучался в аспирантуре Челябинского института механизации и электрификации сельского хозяйства. В 1985 году защитил диссертацию на соискание ученой степени кандидата технических наук.
В 1985—1996 трудился на кафедре инженерной графики в должности ассистента, старшего преподавателя и доцента, с 1993 по 1994 год работал заместителем декана факультета механизации сельского хозяйства АГАУ, с 1994 по 2004 год являлся первым проректором по учебной работе, в апреле 2004 года избран ректором АГАУ. Докторскую диссертацию защитил в 2002. С 2003 года — профессор АГАУ.
В 1989 году проходил курсы повышения квалификации в МВТУ им. Баумана (компьютерная графика), в 1990-1991 - 10-месячные курсы английского языка по международной программе Министерства сельского хозяйства (НСХИ, г. Новосибирск). В период с 1994-1995 стажировался в США (Университет штата Миннесота, г. Миннеаполис).
Является автором более 70 научных публикаций, в т.ч. 5 изобретений. Под научным руководством Золотарёва осуществляется подготовка аспирантов и соискателей ученой степени кандидата технических наук.
Имеет почетные награды Министерства сельского хозяйства и Министерства образования РФ, грамоты АГАУ.
Является членом Американского общества сельскохозяйственных инженеров (1985 г.).
Свободно владеет английским языком.

## Аннотация научной деятельности
1. Разработка и реализация мер по подготовке и адаптации кадров руководителей и специалистов АПК в современных условиях.
2. Механико-технологическое обоснование, создание и внедрение технологических процессов и машин для перерабатывающей промышленности.